# Olympische Sommerspiele 1968/Teilnehmer (Bulgarien)
| Gelbes Symbol für Goldmedaillen mit stilisierten Olympischen Ringen | Graues Symbol für Silbermedaillen mit stilisierten Olympischen Ringen | Braundes Symbol für Bronzemedaillen mit stilisierten Olympischen Ringen |
| ------------------------------------------------------------------- | --------------------------------------------------------------------- | ----------------------------------------------------------------------- |
| 2                                                                   | 4                                                                     | 3                                                                       |

Bulgarien nahm an den Olympischen Sommerspielen 1968 in Mexiko-Stadt mit 112 Athleten (102 Männer und 10 Frauen) in 69 Wettkämpfen in 13 Sportarten teil.
Die bulgarischen Sportler gewannen zwei Gold-, vier Silber- und drei Bronzemedaillen. Olympiasieger wurden die griechisch-römischen Ringer Petar Kirow im Fliegengewicht und Bojan Radew im Halbschwergewicht.

## Medaillengewinner

### Gold
- Petar Kirow – Ringen, Fliegengewicht griechisch-römisch
- Bojan Radew – Ringen, Halbschwergewicht griechisch-römisch

### Silber
- Fußballmannschaft der Männer
- Osman Duraliew – Ringen, Schwergewicht Freistil
- Enju Todorow – Ringen, Federgewicht Freistil
- Enjo Waltschew – Ringen, Leichtgewicht Freistil

### Bronze
- Prodan Gardschew – Ringen, Mittelgewicht Freistil
- Iwan Michajlow – Boxen, Federgewicht
- Georgi Stankow – Boxen, Halbschwergewicht

## Teilnehmer nach Sportarten

### Basketball
- 10. Platz
Bojtscho Bransow
Dimitar Sachanikow
Emil Michajlow
Georgi Christow
Iwajlo Kirow
Christo Dojtschinow
Mintscho Dimow
Pando Pandow
Slawej Rajtschew
Stanislaw Bojadschiew
Stefan Filipow
Walentin Spassow

### Boxen
- Stefan Alexandrow
Halbfliegengewicht: im Achtelfinale ausgeschieden
- Nikola Sawow
Bantamgewicht: im Achtelfinale ausgeschieden
- Iwan Michajlow
Federgewicht: Bronze
- Stojan Angelow Pilitschew
Leichtgewicht: im Viertelfinale ausgeschieden
- Petar Stojtschew
Halbweltergewicht: im Viertelfinale ausgeschieden
- Iwan Kirjakow
Weltergewicht: im Achtelfinale ausgeschieden
- Simeon Georgiew
Mittelgewicht: im Viertelfinale ausgeschieden
- Georgi Stankow
Halbschwergewicht: Bronze
- Kiril Borissow Pandow
Schwergewicht: im Viertelfinale ausgeschieden

### Fußball
- Silber 
Georgi Christakiew
Atanas Michajlow
Kiril Christow
Jantscho Dimitrow
Asparuch Nikodimow
Milko Gajdarski
Iwajlo Georgiew
Atanas Gerow
Michail Gjonin
Kiril Iwkow
Georgi Iwanow
Ewgeni Jantschowski
Stojan Jordanow
Asparuch Nikodimow
Iwan Safirow
Petar Schekow
Georgi Wassilew
Zwetan Wesselinow

### Gewichtheben
- Atanas Kirow
Bantamgewicht: 7. Platz
- Mladen Kutschew
Federgewicht: 9. Platz
- Petar Janew
Federgewicht: Wettkampf nicht beendet
- Kostadin Tilew
Leichtgewicht: 8. Platz
- Rilko Florow
Leichtgewicht: 12. Platz

### Kanu
Männer
- Boris Ljubenow
Einer-Canadier 1000 m: 5. Platz
- Iwan Walow
Zweier-Canadier 1000 m: 8. Platz
- Alexandar Damjanow
Zweier-Canadier 1000 m: 8. Platz

### Leichtathletik
Männer
- Iwajlo Scharankow
Marathon: 30. Platz
- Nikola Simeonow
Marathon: 42. Platz
- Michail Schelew
3000 m Hindernis: 6. Platz
- Georgi Stojkowski
Dreisprung: 9. Platz
- Spas Dschurow
Zehnkampf: 16. Platz

Frauen
- Sneschana Jurukowa
80 m Hürden: im Vorlauf ausgeschieden
Fünfkampf: 14. Platz
- Jordanka Blagoewa
Hochsprung: 17. Platz
- Katja Lasowa
Hochsprung: 18. Platz
- Iwanka Christowa
Kugelstoßen: 6. Platz

### Moderner Fünfkampf
- Antoni Panjowski
Einzel: 33. Platz
Mannschaft: 11. Platz
- Konstantin Sardschew
Einzel: 35. Platz
Mannschaft: 11. Platz
- Iwan Apostolow
Einzel: 45. Platz
Mannschaft: 11. Platz

### Ringen
- Petar Kirow
Fliegengewicht, griechisch-römisch: Gold
- Christo Trajkow
Bantamgewicht, griechisch-römisch: in der 3. Runde ausgeschieden
- Dimitar Galintschew
Federgewicht, griechisch-römisch: 4. Platz
- Stojan Apostolow
Leichtgewicht, griechisch-römisch: in der 2. Runde ausgeschieden
- Metodi Zarew
Weltergewicht, griechisch-römisch: 4. Platz
- Petar Krumow
Mittelgewicht, griechisch-römisch: 6. Platz
- Bojan Radew
Halbschwergewicht, griechisch-römisch: Gold
- Stefan Petrow
Schwergewicht, griechisch-römisch: 6. Platz
- Baju Baew
Fliegengewicht, Freistil: in der 3. Runde ausgeschieden
- Iwan Schawow
Bantamgewicht, Freistil: 5. Platz
- Enju Todorow
Federgewicht, Freistil: Silber
- Enjo Waltschew
Leichtgewicht, Freistil: Silber
- Angel Sotirow
Weltergewicht, Freistil: in der 5. Runde ausgeschieden
- Prodan Gardschew
Mittelgewicht, Freistil: Bronze
- Said Mustafow
Halbschwergewicht, Freistil: 4. Platz
- Osman Duraliew
Schwergewicht, Freistil: Silber

### Rudern
- Atanas Schelew
Doppel-Zweier: 4. Platz
- Jordan Waltschew
Doppel-Zweier: 4. Platz
- Georgi Atanassow
Zweier mit Steuermann: 8. Platz
- Georgi Nikolow
Zweier mit Steuermann: 8. Platz
- Wesselin Staewski
Zweier mit Steuermann: 8. Platz

### Schießen
- Dentscho Denew
Schnellfeuerpistole 25 m: 28. Platz
Freie Pistole 50 m: 24. Platz
- Marzel Koen
Kleinkalibergewehr Dreistellungskampf 50 m: 21. Platz
Kleinkalibergewehr liegend 50 m: 24. Platz
- Emilijan Wergow
Kleinkalibergewehr Dreistellungskampf 50 m: 45. Platz
- Welitschko Welitschkow
Kleinkalibergewehr liegend 50 m: 64. Platz
- Atanas Tasew
Skeet: 34. Platz
- Anton Manolow
Skeet: 40. Platz

### Schwimmen
Männer
- Angel Tschakarow
200 m Lagen: im Vorlauf ausgeschieden
400 m Lagen: im Vorlauf ausgeschieden
- Juljan Russew
200 m Lagen: im Vorlauf ausgeschieden
400 m Lagen: im Vorlauf ausgeschieden

Frauen
- Marija Nikolowa
100 m Freistil: im Vorlauf ausgeschieden
200 m Lagen: im Vorlauf ausgeschieden
400 m Lagen: im Vorlauf ausgeschieden

### Turnen
Männer
- Georgi Adamow
Einzelmehrkampf: 58. Platz
Boden: 87. Platz
Pferdsprung: 30. Platz
Barren: 31. Platz
Reck: 33. Platz
Ringe: 63. Platz
Seitpferd: 73. Platz
Mannschaftsmehrkampf: 11. Platz
- Rajtscho Christow
Einzelmehrkampf: 62. Platz
Boden: 9. Platz
Pferdsprung: 54. Platz
Barren: 85. Platz
Reck: 19. Platz
Ringe: 91. Platz
Seitpferd: 76. Platz
Mannschaftsmehrkampf: 11. Platz
- Stefan Soew
Einzelmehrkampf: 68. Platz
Boden: 61. Platz
Pferdsprung: 43. Platz
Barren: 74. Platz
Reck: 65. Platz
Ringe: 77. Platz
Seitpferd: 67. Platz
Mannschaftsmehrkampf: 11. Platz
- Iwan Kondew
Einzelmehrkampf: 68. Platz
Boden: 18. Platz
Pferdsprung: 43. Platz
Barren: 79. Platz
Reck: 80. Platz
Ringe: 89. Platz
Seitpferd: 53. Platz
Mannschaftsmehrkampf: 11. Platz
- Rumen Gabrowski
Einzelmehrkampf: 83. Platz
Boden: 51. Platz
Pferdsprung: 54. Platz
Barren: 74. Platz
Reck: 100. Platz
Ringe: 68. Platz
Seitpferd: 95. Platz
Mannschaftsmehrkampf: 11. Platz
- Boschidar Iwanow
Einzelmehrkampf: 92. Platz
Boden: 83. Platz
Pferdsprung: 87. Platz
Barren: 57. Platz
Reck: 105. Platz
Ringe: 84. Platz
Seitpferd: 95. Platz
Mannschaftsmehrkampf: 11. Platz

Frauen
- Marija Karaschka
Einzelmehrkampf: 32. Platz
Boden: 49. Platz
Pferdsprung: 24. Platz
Stufenbarren: 22. Platz
Schwebebalken: 37. Platz
Mannschaftsmehrkampf: 8. Platz
- Wanja Marinowa
Einzelmehrkampf: 44. Platz
Boden: 33. Platz
Pferdsprung: 38. Platz
Stufenbarren: 34. Platz
Schwebebalken: 78. Platz
Mannschaftsmehrkampf: 8. Platz
- Neli Stojanowa
Einzelmehrkampf: 51. Platz
Boden: 60. Platz
Pferdsprung: 53. Platz
Stufenbarren: 76. Platz
Schwebebalken: 33. Platz
Mannschaftsmehrkampf: 8. Platz
- Wessela Paschewa
Einzelmehrkampf: 51. Platz
Boden: 60. Platz
Pferdsprung: 60. Platz
Stufenbarren: 66. Platz
Schwebebalken: 46. Platz
Mannschaftsmehrkampf: 8. Platz
- Rajna Atanassowa
Einzelmehrkampf: 65. Platz
Boden: 49. Platz
Pferdsprung: 53. Platz
Stufenbarren: 74. Platz
Schwebebalken: 62. Platz
Mannschaftsmehrkampf: 8. Platz

### Volleyball
Männer
- 6. Platz
Alexandar Alexandrow
Alexandar Trenew
Angel Koritarow
Dimitar Karow
Dimitar Slatanow
Dinko Atanassow
Gramen Prinow
Kiril Slawow
Miltscho Milew
Petar Kratschmarow
Stojan Stojanow
Sdrawko Simeonow